# Oscar Caro
Oscar Caro (teilweise auch als Oskar Caro geführt; * 15. Juni 1852 in Breslau; † 12. September 1931 im Schloss Paulinum bei Hirschberg) war ein deutscher Industrieller.

## Leben
Oscar Caro war ein Sohn des Industriellen Robert Caro. Er war Besitzer der Herminenhütte in Laband und am Gleiwitzer Drahtwerk von Heinrich Kern beteiligt. 1883 erwarb er zusammen mit seinem Bruder Georg die Julienhütte in Bobrek. 1887 wurde er erster Generaldirektor der „Oberschlesischen Eisen-Industrie AG für Bergbau und Hüttenbetrieb“, die aus dem Zusammenschluss der Julienhütte mit der Anlage von Heinrich Kern und Co., der Herminenhütte und der Baildonhütte bei Kattowitz entstand. Bis 1905 blieb er Generaldirektor und führendes Vorstandsmitglied des Unternehmens.
Oscar Caro zählte zu den Gründern des Verbandes Oberschlesischer Walzwerke und des Deutschen Walzwerks-Verbandes. Er war auch Mitglied des Vereins Deutscher Ingenieure (VDI) und des Oberschlesischen Bezirksvereins des VDI. Er trug den Ehrentitel eines Geheimen Kommerzienrats.
Seine Brüder waren neben Georg von Caro der Komponist Paul Caro und der Schriftsteller Carl Caro, sein Sohn der Industrielle Robert Emil Caro.